# Controverses autour de la shehita

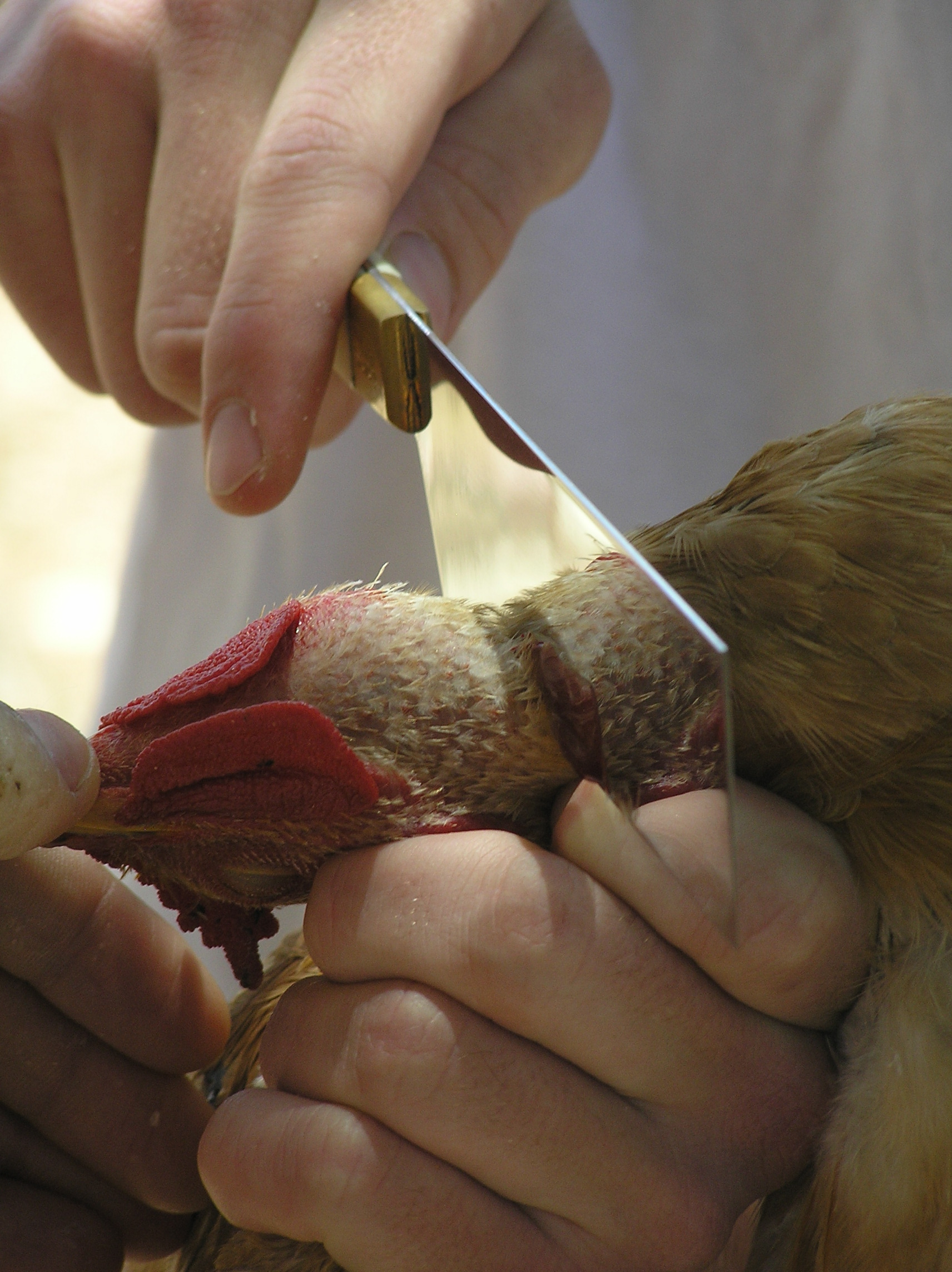
Shehita d'un poulet

Les controverses autour de la shehita ont commencé au XIXe siècle. Certaines relèvent des aspects légaux de l'abattage rituel en général et sont le fait d'associations pour les droits des animaux. D'autres sont spécifiques à la shehita et motivées par des sentiments antisémites. La lutte pour la conservation de la shehita fait à ce titre partie de l'histoire juive contemporaine.
Les critiques généralement formulées à l'encontre de la shehita la présentent comme un mode d'abattage inhumain et cruel. Plus spécifiquement :
- les étapes préparatoires à la shehita comme l'immobilisation des bêtes (dans le cas de la shehita en position couchée) seraient cruelles ;
- la jugulation elle-même serait douloureuse ;
- l'animal demeurerait conscient après l'acte pendant plusieurs minutes, ce qui lui causerait une souffrance supplémentaire.

Actuellement, nombre d'adversaires de la shehita se joignent aux défenseurs des animaux pour exiger que l'abattage soit précédé d'un étourdissement. Or, celui-ci invalide l'abattage selon les critères de la Loi juive.
Nombre d'études réalisées montreraient l'absence d'effets néfastes pour l'animal et remettraient en cause l'innocuité des techniques d'abattage par étourdissement. Des mesures continuent cependant d'être prises contre la shehita.

## Historique

Obligations légales pour l'abattage rituel dans le monde:
Étourdissement non obligatoire
Étourdissement post-égorgement obligatoire
Étourdissement simultané obligatoire
Étourdissement pré-égorgement obligatoire
Abattage rituel interdit
Pas de données

## Position des défenseurs de lashehita

### Le respect de l’animal dans la tradition juive[2]
Les exigences de respecter la dignité des animaux, de leur vivant et jusqu’après leur mort et de limiter au mieux leur souffrance et leur stress au moment de leur mise à mort apparaissent à de nombreuses reprises dans la Torah et sous la plume des commentateurs, par exemple :
- Interdiction de museler le bœuf pour l'empêcher de se nourrir durant son travail aux champs (Deutéronome XXV,4) ;
- Repos obligatoire des animaux le shabbat (Exode XX,10) ;
- « Si tu vois l'âne de ton ennemi succomber sous sa charge, garde-toi de l'abandonner, aide-le au contraire à le décharger » (Exode XXIII,5).
- L'interdiction de faire souffrir un être vivant est un ordre de la Torah (Talmud, traité Baba Metzia 32b) ;
- Obligation de nourrir les animaux avant de prendre son propre repas (Guitine 62a) ;
- Interdiction d'atteler ensemble un bœuf et un âne car leurs forces et leurs allures sont différentes (Commentaire de Ibn Ezra sur Deutéronome XXII, 10) ;
- Interdiction de la chasse comme loisir (Noda Biyeouda de Rabbi Ezechiel Landau 1713-1793, tome 1, question 10) ;
- Interdiction de la castration (commentaire Even Hauzer V,11).

### Comment le cahier des charges technique de lashehitavise à minimiser les souffrances de l'animal
Les règles techniques de la shehita constituent un véritable cahier des charges.
L'incision : les règles de l'incision sont très précises. Pour que, si possible, l'animal soit mort avant d'avoir pu souffrir, l’incision doit être effectuée avec un instrument extrêmement tranchant et en parfait état. Le couteau (halef) est en acier, sa longueur est égale à deux fois la largeur du cou de l'animal, pour pouvoir pratiquer l'incision sans interruption ; il n’est pas pointu, pour ne pas risquer de perforer la peau au lieu d’inciser. Avant chaque saignée, il faut faire l’épreuve du couteau sur le fil et sur chaque face du fil en passant l’ongle et la pulpe du doigt. Le tranchant doit être parfait. Tout défaut, même de la taille d'un cheveu, rend le couteau inutilisable. 
Toute erreur, toute déviation par rapport au geste idéal qui risquerait de faire souffrir l’animal- disqualifie la shehita. Cette rigueur dans l'acte de la shehita a pour motivation principale la rapidité d'exécution et la diminution maximum de la souffrance de l'animal,,,,. Elle permet aussi d’obtenir la saignée la plus complète possible.
L’inspection : aussitôt après l’incision, le shohet examine la carcasse et les organes internes  de l’animal abattu. Toute anomalie, incluant les poumons et la plèvre, peut révéler de mauvaises conditions de vie, d’élevage ou de transport et rend l’animal non cacher. Même si la blessure n’est pas discernée avant l’abattage, l’animal ne peut être consommé par ceux qui pratiquent la religion juive et mangent cacher. C’est un critère supplémentaire imposant de prendre en compte le bien-être animal.
Note sur le prix de la viande cacher: son prix est plus élevé car il faut tenir compte de la présence d'un opérateur hautement qualifié (la formation des opérateurs est un point critique dans les abattoirs), des cadences plus faibles et d'une manutention plus complexe (séparation des parties cacher et non cacher, renvoi dans le circuit général des animaux n'ayant pas été abattus selon le cahier des charges).

### Comment évaluer la douleur de l’animal pendant l’abattage?
Il n’est pas aisé d’évaluer la souffrance d’un animal. L’absence de mouvements de la bête peut être due à une paralysie sans perte de conscience. À l’inverse, un saignement violent et rapide, des mouvements d’origine réflexe et souvent désordonnés, pour impressionnants qu’ils soient, ne signifient pas que l’animal soit conscient ou ressente une douleur. Les scientifiques ont donc eu recours à des critères physiologiques, physicochimiques et chimiques. De nombreuses mesures ont été effectuées sur des bovins et des ovins : notamment les électroencéphalogrammes, mais aussi catécholamines, fréquence cardiaque, pression artérielle, perfusion tissulaire périphérique, température cutanée ou oculaire, température centrale, fréquence respiratoire, diamètre pupillaire, sudation, système nerveux autonome et glycémie. 
Selon certaines études, au moment de l’incision, le taux d’adrénaline sanguin et la glycémie, paramètres chimiques augmentant lors du stress, seraient moins élevés chez les animaux abattus selon la shehita  que chez des animaux abattus selon d’autres procédés,. Une étude effectuée sur des bovins montre que l’électroencéphalogramme (EEG) avant et immédiatement après l’incision de la shehita est identique ; on ne détecte aucune modification du tracé témoignant d’une quelconque douleur liée à l’incision. Lors d’un abattage avec étourdissement préalable, il y a au contraire, au moment de l’incision, une augmentation systématique de l’activité cérébrale, apparente sur l’EEG.
Par la suite, en 4 à 10 secondes après la shehita, un état d’inconscience est détecté à l’EEG. En 13 à 23 secondes, l’EEG est plat. Au contraire, lors d’un abattage après étourdissement, l’EEG plat n’est atteint que plus lentement. Cette différence s'explique par les effets de la shehita sur l’organisme, qui ont été étudiés par des physiologistes. Plusieurs facteurs indiquent que la shehita provoque une anoxie (manque d’oxygène) très rapide des cellules nerveuses du cerveau ; le cortex, centre de la douleur, cesse donc de fonctionner.

### La polémique sur les travaux scientifiques récents
La shehita ayant été le mode d'abattage le plus contesté, elle a eu le privilège d'être le plus étudié par les scientifiques depuis un siècle. Mais pour évaluer la douleur animale pendant la shehita, encore faut-il se baser sur des études appliquant rigoureusement le protocole technique de la shehita (personnel hautement qualifié, instrument et incision optimisées). En 2010, la polémique bat son plein.
En effet des travaux néo-zélandais récents sur la douleur animale pendant l’égorgement ont conclu que la technique de la shehita ne réduisait pas la douleur animale. En février 2010, Temple Grandin, professeur en zootechnie de l'Université du Colorado, a remis en cause les protocoles et, par conséquent, les conclusions de ces études néo-zélandaises.  
En se référant notamment à ces études menées en 2009 en Nouvelle-Zélande, le projet DIALREL mené par la Commission Européenne a toutefois conclu notamment que «Pendant l'égorgement sans étourdissement et souvent pendant l'étourdissement après l'égorgement, l'enserrement est complexe et impose plus de stress et tension à l'animal que l'étourdissement avant l'égorgement», « Toutes les méthodes d'abattage comportent le risque d'un équipement inadéquat ou d'un manque d'expertise suffisant», «Il y a place considérable au développement et à une amélioration quant à la gestion des risques pour toutes les méthodes d'abattage»,  «le temps à la perte de conscience ne peut pas être forcément atténué par l'exécution de la coupe ».

### Quel est le problème avec l'abattage après «étourdissement»?
Les modes d'abattage couramment utilisés en Europe (autres que la shehita) impliquent un « étourdissement » de l'animal avant l’incision. L'« étourdissement » au pistolet à tige perforante consiste  à perforer la boîte cranienne des bovins à l'aide d'une tige métallique. La réussite de l’opération dépend du point d'impact, de l'angle utilisé et donc de la dextérité du technicien effectuant cette tâche. En raison des cadences d'abattage à la chaîne, les échecs peuvent être fréquents (jusqu'à 7 % d'échecs). Dans ces cas, l'animal percevra tout, souffrira, sera conscient, mais ne pourra pas bouger. Pour éviter les contractions de l’animal -contractions en général d’origine réflexe, dangereuses pour le personnel, on peut enfoncer un “jonc” (aiguille) dans le canal rachidien, pour détruire les centres nerveux.
En France, les conditions d'étourdissement ont fortement évolué ces dernières années, le personnel bénéficie d'une formation poussée, les contrôles sont très stricts et les échecs sont devenus rares. La technique du jonc n'est plus utilisée. En juin 2011, les représentants des communautés juives et musulmanes néerlandaises ont demandé aux députés de ne pas adopter une loi obligeant l'étourdissement préalable des animaux abattus, en invoquant des motifs religieux.
L'un des facteurs essentiels de la réussite de l'opération est la formation de personnel qualifié. Or dans la shehita, la présence d'un shohet hautement qualifié, ayant plusieurs années de formation et une solide expérience limite les erreurs. 
Lors d’un abattage avec étourdissement préalable, l’animal étourdi est ensuite égorgé ; une étude[Laquelle ?] à montré que l’étourdissement de celui-ci ne modifie en rien la quantité de sang vidé par rapport à un animal égorgé de manière rituelle.[réf. nécessaire]

### L'incidence du projet de directive européen d'étiquetage
Le 16 juin 2010, le Parlement européen a voté un amendement dans le projet de réglementation sur l'étiquetage. Les viandes provenant d'animaux abattus rituellement feront l'objet d'un étiquetage spécial à caractère négatif. Cet étiquetage aura pour conséquence que ces viandes n'entreront plus dans les circuits de distribution classiques. À court terme, on peut prévoir que les croyants ne pourront plus acquérir des viandes provenant d'animaux abattus rituellement en Europe.

## Position des détracteurs de la shehita
« Il n'y a pas que les antisémites pour dénoncer la cruauté de cette pratique. (...) Pourquoi ne pas admettre qu'une telle manière d'administrer la mort, plus douce sans doute en d'anciens temps, ne convient plus à l'état de nos mœurs et ne peut plus être justifiée par les égards qu'on a envers les animaux, mais seulement (...) pour des raisons de sauvegarde ethnologique ? Il semble optimiste et pertinent de suggérer que, l'interprétation normative du Pentateuque (la Halakha) ayant cessé d'évoluer depuis le XVIIIe siècle (...), son renouveau mettrait les règles de l'abattage rituel en accord effectif avec la grande humanité dont témoignent tant de textes et de pratiques de la tradition juive : ne pourrait-on pas (...) décider d'étourdir préalablement l'animal, mais de façon non irréversible ? Ce substitut du rite sanglant devrait faire l'économie de ce qui dans le sacrifice, admirable mise en œuvre d'une métaphore, gênait ceux-là mêmes qui l'accomplissait puisqu'ils quémandaient ou provoquaient un geste de consentement de la victime. »

— Elisabeth de Fontenay, Le silence des bêtes, la philosophie à l'épreuve de l'animalité.

### Étiquetage particulier
La viande provenant d'animaux abattus rituellement et non consommée par les croyants est la plupart du temps écoulée dans les circuits de distribution classiques. Ainsi, une enquête des Directions Départementales des Services Vétérinaires de Basse et Haute-Normandie, citée par un collectif d'associations de défense des animaux, relevait des chiffres extrêmement importants : « Selon les abattoirs, jusqu’à 60 % de la viande issue d’animaux abattus selon le rite musulman et plus de 70 % de la viande issue du rite israélite se retrouveraient ainsi dans le circuit classique à l’insu des consommateurs ». Le projet de règlementation européenne sur l'étiquetage de juin 2010 prévoit qu'une étiquette informative "Viande provenant d'animaux abattus sans étourdissement" soit apposée dans ce cas. Le consommateur aura ainsi la possibilité de choisir librement et en toute connaissance de cause.

## Nouvelle polémique en 2012
- à nouveau éclate une Polémique de 2012 sur l'abattage rituel. Cette polémique, comme toutes les autres, met en cause l'abattage rituel en général, donc autant l'abattage rituel juif que musulman. La différence cette fois est que l'origine de cette polémique n'est pas les protecteurs des animaux qui proteste contre la souffrance animal.
- Dans ce cas ce sont des vétérinaires qui s'alarment des risques sanitaires que l'on fait prendre à la population qui souhaiterait consommer cette viande crue. En effet, Dans le cas de l'abattage rituel, on ne peut pas obturer l'œsophage de l'animal, les bactéries E. coli s'écoulent dans 10 à 15 % des cas, de l'intestin vers la partie de la viande appelé collier qui sert à la fabrication des steaks hachés. Quand cette viande est consommée par des juifs ou des musulmans, qui traditionnellement font bouillir les viandes, la bactérie est détruite. Ce n'est pas le cas pour de nombreux consommateurs non-juifs non-musulmans qui mangent cette viande crue. Le risque de complications sévères voir létales est important. Les vétérinaires alertent donc à la fois sur les risques de ces méthodes d'abattage et aussi du manque de traçabilité qui permettait d'alerter les consommateurs.
- Cette information circulant déjà dans les milieux scientifiques a été médiatisée dans un reportage d'Envoyé spécial en février 2012. L'ampleur de la polémique a incité le gouvernement à prendre des mesures d'urgence de modification de la procédure d'abattage rituel.
- Malgré cela, la polémique s'étend à plusieurs autres pays, et le consistoire s'alarme que les bouchers traditionnels commencent à refuser la viande kascher ce qui a des conséquences économiques graves pour la survie de la filière.